# Allium gooddingii
Allium gooddingii — вид трав'янистих рослин родини амарилісові (Amaryllidaceae), ендемік штатів Аризона й Нью-Мексико — США.

## Опис
Цибулин 1–3, згущені на товстому, ірисоподібному кореневищі, подовжені, 2–3 × 0.5–1 см; зовнішні оболонки містять 1 цибулину, буруваті, перетинчасті; внутрішні оболонки білуваті або рожеві. Листки стійкі, звичайно зелені в період цвітіння, 3–6; листові пластини плоскі, 8–25 см × 4–8 мм, краї цілі. Стеблина стійка, поодинока, прямостійна, сплющена, дистально вузькокрила, 34–45 см × 1–3 мм. Зонтик стійкий, прямостійний, нещільний, 18–23-квітковий, конічний, цибулинки невідомі. Квіти дзвінчасті, 8–10 мм; листочки оцвітини прямостійні, рожеві, еліптичні, ± рівні, в плодах в'януть, краї цілі, верхівка тупа. Пиляки білі або пурпурні; пилок білий. Насіннєвий покрив тьмяний або блискучий. 2n = 14.
Період цвітіння: червень — вересень.

## Поширення
Ендемік штатів Аризона й Нью-Мексико — США.
Населяє круті, скелясті схили; 2400—2900 м.